# چشم‌سفید هلیای کوتوله
چشم‌سفید هلیای کوتوله (نام علمی: Oculocincta squamifrons) نام یک گونه از تیره چشم‌سفید است.